# Péter Juhász
Péter Juhász (Lučenec, 3 agosto 1948 – Budapest, 29 marzo 2024) è stato un calciatore ungherese, di ruolo difensore.

## Carriera
Prese parte con la sua Nazionale alle Olimpiadi del 1972 e vi ottenne la medaglia d'argento. Giocò la finale persa contro la Polonia (2-1) e, nel torneo, segnò una sola rete che permise alla sua nazionale di raggiungere all'84' sul 2 a 2 il Brasile nel girone eliminatorio nella gara disputata il 29 agosto all'Olympiastadion.

## Palmarès

### Club
- Campionato ungherese: 7

Ujpesti Dozsa: 1969, 1970, 1970-1971, 1971-1972, 1972-1973, 1973-1974, 1974-1975
- Coppa d'Ungheria: 3

Ujpesti Dozsa: 1969, 1970, 1974-1975

### Nazionale
- Argento olimpico: 1

Monaco di Baviera 1972